# Afundación
La Fundación Galicia Obra Social, operada bajo la denominación comercial Afundación, es una fundación española con sedes en La Coruña y Vigo. Su principal cometido consiste en el desarrollo de obra social y la gestión del patrimonio cultural que posee la entidad. Su ámbito de actuación se circunscribe fundamentalmente a Galicia. 
Afundación (anteriormente «Fundación Especial Novacaixagalicia Obra Social») es la sucesora de NovaCaixaGalicia (Caixa de Aforros de Galicia, Vigo, Ourense e Pontevedra), una caja de ahorros española nacida el 1 de diciembre de 2010, en el marco de la reestructuración bancaria en España, y surgida a su vez de la fusión de dos cajas gallegas: Caixa Galicia y Caixanova. 
Novacaixagalicia fue la heredera de los activos (red de oficinas, cartera de clientes, negocio financiero) y patrimonio de las dos cajas que dieron lugar a ella, sin embargo, tan solo un año más tarde la caja traspasó su negocio bancario por completo y todos los activos de la entidad a un nuevo banco del que Novacaixagalicia era propietario único, NCG Banco, usando como marca comercial Novagalicia Banco en los territorios de Galicia, Asturias y León y EVO Banco en el resto de España.
El 30 de septiembre de 2011, Bruselas autorizó la nacionalización de NCG Banco junto con Catalunya Banc y Unnim Banc.
Tras la nacionalización, Novacaixagalicia poseía una participación del 6% en NCG Banco, pero perdió dicha participación en diciembre de 2012, cuando el FROB inyectó 5.425 millones adicionales en la entidad bancaria, dejando fuera tanto a Novacaixagalicia como al grupo de empresarios gallegos que habían invertido en el banco de la estructura de NCG Banco.
Al haber perdido Novacaixagalicia su única vía de ingresos, tuvo que convertirse en una fundación especial bajo el protectorado de la Junta de Galicia que le permitiera gestionar la obra social que venía ejecutando la extinta caja. Así, la Fundación Especial Novacaixagalicia Obra Social (o simplemente Fundación Novacaixagalicia) se constituyó el 28 de diciembre de 2012.
En julio de 2014, un mes después de que Banesco, a través de Banco Etcheverría, tomara el control de NCG Banco y creara la marca comercial Abanca, la Fundación Especial Novacaixagalicia Obra Social pasó a denominarse Fundación Galicia Obra Social (con la denominación comercial Afundación) y se convirtió en una fundación ordinaria.

## Historia
NovaCaixaGalicia tiene su origen en la unión de Caixa Galicia y Caixanova, recomendada por la Junta de Galicia y el Banco de España como condición para evitar la intervención de Caixa Galicia, en aquel momento en quiebra técnica debido a sus problemas de tesorería y deficiente gestión.
Desde el principio se sabía que esta era una fusión de alto riesgo y en su día Gayoso ya anunció que la unión de las cajas seriá "la más compleja de España" 
Tras la unión primeramente de la Caja de Ahorros y Monte de Piedad de La Coruña y Lugo, la Caja de Ahorros de Santiago y la Caja de Ahorros de Ferrol, que dieron lugar a Caixa Galicia,y por otro lado de la
Caja de Ahorros Municipal de Vigo, Caja Provincial de Orense y Caja Provincial de Pontevedra, que formaron Caixanova, la integración de ambas entidades dio lugar en aquel momento a la cuarta caja de ahorros española por volumen de negocio y la primera en Galicia.

### Proceso de fusión (2010)
En el marco de la reestructuración del sistema financiero español, a través de una ayuda de capital del FROB se intentó que se creara una gran caja gallega por medio de la unificación o integración de las dos cajas operativas en dicha Comunidad Autónoma.
Entre las diferentes opciones de unión, entre ellas los SIP, los Consejos de Administración de las dos cajas participantes optaron por una integración absoluta (fusión) de ambas instituciones, dando nacimiento a la nueva entidad el 1 de diciembre de 2010 con anuncios oficiales en prensa.
Tras el anuncio de la utilización de parte de los fondos aportados por el FROB para la reestructuración y ordenación de la red de oficinas y del personal, se procede a dar a conocer el nuevo nombre comercial de la Entidad resultante, que poco a poco irá adoptando en toda la red de oficinas su nombre y marca oficial.
La integración pone de manifiesto dos copresidentes en la entidad y un Consejo de Administración único formado a partes iguales por consejeros de ambas entidades. Además se establecen dos consejos territoriales.
El 22 de diciembre de 2010, se anunció que el FROB desembolsaría a Novacaixagalicia los 1.162 millones de euros que había solicitado la nueva entidad financiera para incrementar sus recursos propios y sacar adelante con éxito la integración de Caixanova y Caixa Galicia. Dicho desembolso se produjo mediante la emisión de participaciones preferentes.

### Nueva administración (2011)
La elección del presidente de la caja fue controvertida. Finalmente se adoptó una solución salomónica que designa como copresidentes - no ejecutivos- a los dos presidentes de las cajas originarias Caixa Galicia (Mauro Varela) y Caixanova (Julio Fernández Gayoso). Siendo la labor de presidencia asignada a durante los 18 primeros meses a Julio Fernández Gayoso y a Mauro Varela los siguientes.
El 21 de julio de 2011, la asamblea de la nueva caja aprueba la conversión del negocio de la caja en un banco nombrando presidente ejecutivo al coruñés José María Castellano, quien es promovido por Alberto Núñez Feijóo, presidente de la Junta de Galicia, para conseguir capital para el recién creado NCG Banco. Éste promete obtener 700 millones de euros provenientes de inversores privados a cambio de hacerse con la dirección ejecutiva de la entidad, promesa que nunca pudo llegar a materializarse, por los cambios continuos que imponía el Ministerio de Economía en el Sector Financiero Español. El consejo de administración estaba formado inicialmente por Mauro Varela y Julio Fernández Gayoso como consejeros dominicales de la caja; y los empresarios y directivos gallegos Roberto Tojeiro y Carlos González como consejeros independientes.

### Nacionalización de NCG Banco (2011)
Dentro del proceso de reforma de las cajas de ahorros impulsado en 2011, centrado en la recapitalización de las entidades con fecha límite de 1 de septiembre de 2011, el Banco de España especificó unas necesidades de capital de 2.622 millones de euros para NovaCaixaGalicia. 
Por ello, NovaCaixaGalicia, cuando aún había pasado un año desde su nacimiento, en el que se hizo cargo del negocio de las dos cajas originales, traspasó todo el negocio financiero (cartera de clientes, actividad bancaria, red de oficinas,...) a un nuevo banco denominado NCG Banco y del cual NovaCaixaGalicia era accionista. De esta forma, la caja dejaba de tener negocio bancario y quedaba con la única actividad empresarial de mantener la Obra Social.
Al traspasar el antiguo negocio de NovaCaixaGalicia a NCG Banco se volvió a producir el segundo cambio de marca de cara a los clientes en menos de un año. NCG Banco decide aplicar una estrategia de doble marca: En los territorios de Galicia, Asturias y León la entidad operaría bajo la marca comercial Novagalicia Banco, mientras que en el resto del territorio español, la entidad adquiriría una marca y una entidad corporativa diferenciada, EVO Banco.
El traspaso de activos se culminó el 15 de septiembre de 2011. Para su institución la nueva entidad recibió nuevas inyecciones de capital públicas del Estado español a través del FROB y también privadas por parte de empresarios gallegos y de fondos de inversión estadounidenses.
Concluido el plazo dado por el Banco de España para la recapitalización, y ya que la caja no cumplió con dichas exigencias, el Estado finalmente intervino la entidad tomando el control del 93,16% de NCG Banco. El 30 de septiembre de 2011, Bruselas autorizó la nacionalización de NCG Banco junto con Catalunya Banc y Unnim Banc. En concreto, NCG Banco recibió 2.465 millones en forma de capital por parte del FROB.

### Transformación en fundación (2012)
Tras la nacionalización de NCG Banco, Novacaixagalicia conservaba el 6% del capital de la entidad, y a través del capital que obtenía por el reparto de dividendos mantenía su obra social.
Sin embargo, en diciembre de 2012, el FROB convirtió los 1.162 millones de euros de participaciones preferentes en acciones y, además, hizo una nueva inyección de capital de 5.425 millones de euros, procedentes del rescate bancario de la Unión Europea a los bancos españoles con problemas de financiación. Tras esta inyección el FROB pasó a ser propietario único de la entidad con el 100% de la participación, por lo que Novacaixagalicia perdió sus acciones en NCG Banco, quedando fuera de la entidad. También quedaron fuera el grupo de inversores gallegos que había adquirido unos meses antes el 12% de NCG Banco al FROB.
Al haber perdido Novacaixagalicia su única vía de ingresos, el reparto de dividendos por beneficio de NCG Banco, tuvo que buscar una situación alternativa, la cual fue convertir la caja de ahorros en una fundación especial bajo el protectorado de la Junta de Galicia que le permitiera gestionar la obra social que venía ejecutando la extinta caja. Así, la Fundación Especial Novacaixagalicia Obra Social (o simplemente Fundación Novacaixagalicia) se constituyó el 28 de diciembre de 2012.
En julio de 2014, un mes después de que Banesco, a través de Banco Etcheverría, tomara el control de NCG Banco y creara la marca comercial Abanca, la Fundación Especial Novacaixagalicia Obra Social pasó a denominarse Fundación Galicia Obra Social (con la denominación comercial Afundación) y se convirtió en una fundación ordinaria.
Nueve de los 28 miembros del patronato serían designados por Abanca (marca comercial de NCG Banco).

## Sedes
La fundación posee dos sedes: una en La Coruña (en la calle Cantón Grande, 8) y otra en Vigo (en la calle de Policarpo Sanz, 24-26). Su sede social se encuentra en la sede de La Coruña.

## Procesos judiciales
Antes de la creación de la nueva entidad se produjo la jubilación anticipada de varios de sus directivos, que abandonaron la misma con cuantiosas prejubilaciones y un gran estruendo mediático.
José Luis Méndez, ex director general de Caixa Galicia cobró por jubilación 16,5 millones de euros. Al realizarse la fusión, Méndez fue apartado de su puesto en el consejo de administración por el Banco de España por su mala gestión al frente de Caixa Galicia. La inviabilidad financiera de la entidad que dirigía provocó que el Estado intervinera Novacaixagalicia, la caja resultante de la fusión forzada por la Junta de Galicia, inyectando 2.500 millones de euros a través del FROB y quedándose con el 93% del capital.
En diciembre de 2010, José Luis Pego Alonso, procedente de Caixanova, fue puesto por el Banco de España al frente de Novacaixagalicia a la vista de la mala gestión desarrollada por el equipo directivo de Caixa Galicia. En septiembre de 2011, después de nueve meses en su cargo, el nombramiento impulsado por el presidente de la Junta de Galicia, Alberto Núñez Feijóo, de José María Castellano como nuevo presidente ejecutivo le obligó a abandonar su puesto acogiéndose a la jubilación anticipada. Esta decisión, tomada por la nueva dirección y bajo conocimiento del Banco de España, supuso la liquidación de su contrato firmado en el año 2005, que reconocía el pago íntegro de su salario hasta la edad de jubilación, cantidad que ascendía hasta los 4,3 millones de euros netos (7,7 millones de euros brutos).
En junio de 2012, la Audiencia Nacional admitió a trámite una querella contra los exdirectivos Javier García de Paredes y Moro, Julio Fernández Gayoso, José Luis Pego Alonso, Óscar Rodríguez Estrada y Gregorio Gorriarán a los que se les atribuyó delitos por "administración desleal" por, presuntamente, mejorar sus contratos justo antes de abandonar la compañía, infracción por la que la fiscalía reclamó la devolución de 7.875.474 euros. Al primero de ellos, ex director general adjunto de la caja fusionada y anterior mano derecha de José Luis Méndez, se le pidió que devolviera la mayor parte de esa cantidad, 5.266.014 euros.
En noviembre de 2012, el juez de la Audiencia Nacional Ismael Moreno impuso a los cinco querellados de la entidad fianzas por responsabilidad civil que sumaban en total más de 10 millones de euros.
En noviembre de 2013, cuatro consejeros más, que formaban parte de la comisión de retribuciones de la antigua caja, fueron imputados por las polémicas indemnizaciones.
En febrero de 2014, se sobreseyó la causa contra los cuatro consejeros de la entidad mencionados anteriormente. El proceso contra las indemnizaciones millonarias en Novacaixagalicia sería al final cosa de seis encausados.
En julio de 2014, la Audiencia Nacional acordó abrir juicio oral a los cinco exdirectivos, por las supuestas modificaciones en contratos de alta dirección para garantizarse el cobro de indemnizaciones multimillonarias. Ismael Moreno decidió enviar al banquillo al exdirector de Novacaixagalicia José Luis Pego, al exdirector adjunto Javier García de Paredes y al expresidente Julio Fernández Gayoso, así como a los exdirectivos Gregorio Gorriarán, que gestionaba la división inmobiliaria, y Óscar Rodríguez Estrada, de la oficina de integración de las dos cajas. También sería juzgado el abogado Ricardo Pradas que asesoró al comité de retribuciones sobre los cambios en los contratos de alta dirección. La Fiscalía Anticorrupción les reclamaba penas de tres años de prisión por adjudicarse prejubilaciones de 18,9 millones de euros.
En octubre de 2015, la Audiencia Nacional condenó a dos años de cárcel por un delito de administración desleal en concurso con apropiación indebida, a Julio Fernández Gayoso, José Luis Pego, Óscar Rodríguez Estrada y Gregorio Gorriarán. El abogado Ricardo Pradas también fue condenado mientras que Francisco Javier García de Paredes fue absuelto. Tendrían que pagar la multa de 75.000 euros fijada y devolver al Fondo de reestructuración ordenada bancaria (FROB) los 14 millones de euros que Pego, Gorriarán y Rodríguez recibieron al abandonar la entidad.
En octubre de 2016, la Audiencia Nacional dictaminó que las cantidades de las indemnizaciones que se autoconcedieron los gestores (10,4 millones de euros) debía cobrarlas ABANCA y no el FROB.
El 16 de enero de 2017, José Luis Pego, Gregorio Gorriarán, Óscar Rodríguez Estrada, Julio Fernández Gayoso y Ricardo Pradas, los cuatro exdirectivos de Novacaixagalicia y el asesor externo condenados por inflar las cuantías de sus prejubilaciones antes de abandonar la entidad financiera, fueron detenidos por la policía e ingresaron en prisión por orden de la Audiencia Nacional. Habían sido condenados a dos años de cárcel y a devolver 10,4 millones de euros. Es la primera vez que exbanqueros implicados en la última crisis financiera acaban en la cárcel.